# 클랜 (비디오 게임)
클랜(영어: clan) 또는 길드(영어: guild)는 온라인 게임에서 일정한 목적을 가진 사람의 집단을 가리킨다.

## 구성원
- 길드장(사장급): 길드의 우두머리이다. 공성전에 반드시 필요한 인원이며 공성전에서 이겨서 성을 빼앗으면 성주로 즉위한다.
- 부길드장(이사급)
- 길드간부(부장급): 주로 길드 내에서 게임상에서의 전투력이 높은 캐릭터이거나 현실에서의 사회적 지위가 높은 사람이 주로 담당하며 공성전에서 막강한 활약을 한다.
- 일반 길드원(사원급): 그냥 평범한 길드원이다.